# Episodi di Code Black (terza stagione)
La terza e ultima stagione della serie televisiva Code Black, composta da 13 episodi, è stata trasmessa in prima visione negli Stati Uniti dal 25 aprile al 18 luglio 2018 su CBS.
In Italia la stagione è andata in onda in prima visione assoluta su Rai 3 dal 6 luglio al 21 settembre 2018.
| n° | Titolo originale                 | Titolo italiano                | Prima TV USA   | Prima TV Italia   |
| -- | -------------------------------- | ------------------------------ | -------------- | ----------------- |
| 1  | Third Year                       | Terzo anno                     | 25 aprile 2018 | 6 luglio 2018     |
| 2  | Better Angels                    | Angeli custodi                 | 2 maggio 2018  | 6 luglio 2018     |
| 3  | La Familia                       | La familia                     | 9 maggio 2018  | 13 luglio 2018    |
| 4  | The Same as Air                  | Come l'aria                    | 16 maggio 2018 | 20 luglio 2018    |
| 5  | Cabin Pressure                   | Emergenza dal cielo            | 30 maggio 2018 | 27 luglio 2018    |
| 6  | Hell's Heart                     | Inferno di fuoco               | 30 maggio 2018 | 3 agosto 2018     |
| 7  | Step Up                          | Step Up                        | 6 giugno 2018  | 10 agosto 2018    |
| 8  | Home Stays Home                  | La Casa rimane la Casa         | 13 giugno 2018 | 24 agosto 2018    |
| 9  | Only Human                       | Solo umani                     | 20 giugno 2018 | 24 agosto 2018    |
| 10 | Change of Heart                  | Scelta del cuore               | 27 giugno 2018 | 31 agosto 2018    |
| 11 | One of Our Own                   | Uno di noi                     | 4 luglio 2018  | 7 settembre 2018  |
| 12 | As Night Comes and I'm Breathing | Scende la notte e respiro      | 11 luglio 2018 | 14 settembre 2018 |
| 13 | Business of Saving Lives         | Il mestiere di salvare le vite | 18 luglio 2018 | 21 settembre 2018 |